# El Mundo (Las Vegas)
El Mundo es un periódico en español de Las Vegas, Nevada en EE. UU., que se fundó en 1980. Es el periódico en español más antiguo y más leído del Estado de Nevada. La publicación corre a cargo de "Eddie Escobedo, Publisher".
Tiene una circulación de 35.500 copias semanales, y más de 1000 puntos de distribución, más de 600 de ellos en establecimientos de negocios hispanos. Esto permite alcanzar los más de 175.000 lectores semanales.

## Contenido
Noticias locales de Las Vegas, noticias de Nevada, noticias nacionales de EE. UU. e internacionales con especial atención a México, Deportes, cultura y entretenimiento.
Secciones Fijas:
1. Editorial.
2. Caricatura (caricatura sobre la actualidad).
3. Corro...borando (Por Francisco Corro).
4. Desde mi esquina (Opiniones).
5. Personaje hispano (particulares hispanos de la semana, por su éxito, logros, dedicación ...etc).
6. Notas Inmigración (Información sobre la inmigración hispana en EE. UU.)